# بازی‌های آفریقایی ۱۹۷۳
بازی‌های آفریقایی ۱۹۷۳ (انگلیسی: 1973 All-Africa Games) یک رویداد چندورزشی است که از ۷ تا ۱۸ ژانویه ۱۹۷۳ در لاگوس، نیجریه برگزار شده است.

## ورزش‌ها
- ورزش دو و میدانی
- بسکتبال
- بوکس
- دوچرخه‌سواری
- فوتبال
- هندبال
- جودو
- شنا
- تنیس
- تنیس روی میز
- والیبال

## جدول مدال‌ها

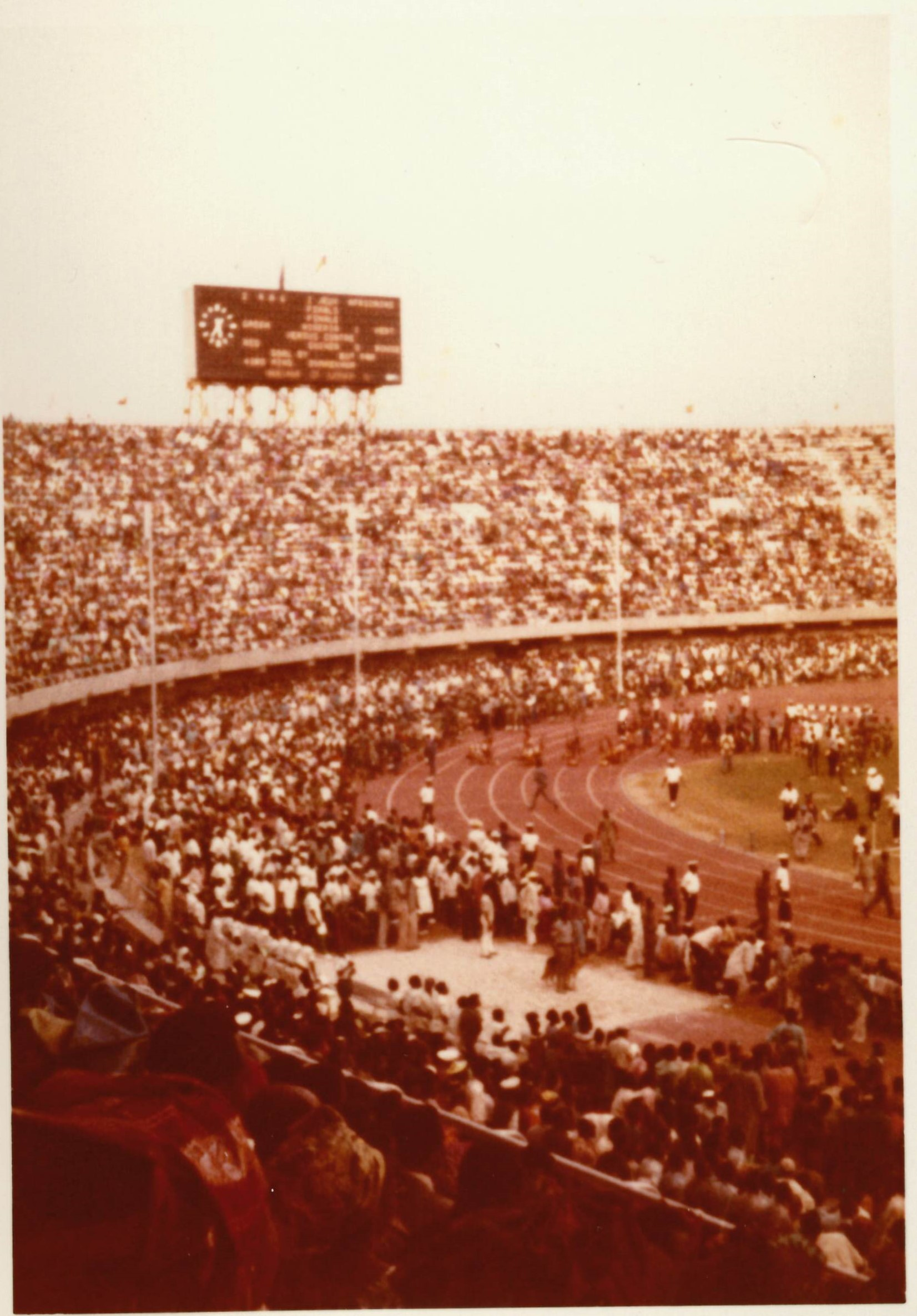
بازی‌های آفریقایی ۱۹۷۳

*   کشور میزبان (نیجریه)
| رتبه            | کشور             | طلا | نقره | برنز | مجموع |
| --------------- | ---------------- | --- | ---- | ---- | ----- |
| ۱               | مصر (EGY)        | ۲۵  | ۱۶   | ۱۵   | ۵۶    |
| ۲               | نیجریه (NGR)*    | ۱۸  | ۲۵   | ۲۰   | ۶۳    |
| ۳               | کنیا (KEN)       | ۹   | ۹    | ۱۸   | ۳۶    |
| ۴               | اوگاندا (UGA)    | ۸   | ۶    | ۶    | ۲۰    |
| ۵               | غنا (GHA)        | ۷   | ۷    | ۱۳   | ۲۷    |
| ۶               | تونس (TUN)       | ۴   | ۶    | ۳    | ۱۳    |
| ۷               | الجزایر (ALG)    | ۴   | ۵    | ۱۳   | ۲۲    |
| ۸               | اتیوپی (ETH)     | ۴   | ۳    | ۶    | ۱۳    |
| ۹               | سنگال (SEN)      | ۴   | ۲    | ۶    | ۱۲    |
| ۱۰              | ساحل عاج (CIV)   | ۲   | ۰    | ۴    | ۶     |
| ۱۱              | مراکش (MAR)      | ۱   | ۳    | ۳    | ۷     |
| ۱۲              | سودان (SUD)      | ۱   | ۱    | ۱    | ۳     |
| ۱۳              | تانزانیا (TAN)   | ۱   | ۱    | ۰    | ۲     |
| ۱۳              | مالی (MLI)       | ۱   | ۱    | ۰    | ۲     |
| ۱۳              | گینه (GUI)       | ۱   | ۱    | ۰    | ۲     |
| ۱۶              | زامبیا (ZAM)     | ۱   | ۰    | ۶    | ۷     |
| ۱۷              | سومالی (SOM)     | ۱   | ۰    | ۰    | ۱     |
| ۱۸              | ماداگاسکار (MAD) | ۰   | ۲    | ۳    | ۵     |
| ۱۹              | کامرون (CMR)     | ۰   | ۱    | ۳    | ۴     |
| ۱۹              | کنگو (CGO)       | ۰   | ۱    | ۳    | ۴     |
| ۲۱              | نیجر (NIG)       | ۰   | ۱    | ۰    | ۱     |
| ۲۱              | گامبیا (GAM)     | ۰   | ۱    | ۰    | ۱     |
| ۲۳              | اسواتینی (SWZ)   | ۰   | ۰    | ۱    | ۱     |
| ۲۳              | بنین (BEN)       | ۰   | ۰    | ۱    | ۱     |
| ۲۳              | توگو (TOG)       | ۰   | ۰    | ۱    | ۱     |
| مجموع (۲۵ کشور) | مجموع (۲۵ کشور)  | ۹۲  | ۹۲   | ۱۲۶  | ۳۱۰   |